# Phrodus
Phrodus é um género botânico pertencente à família Solanaceae.
Compreende seis espécies nativas do Chile.